# Kimbrische Halbinsel
Die Kimbrische Halbinsel (lat. chersonesus cimbrica, dän. kimbriske halvø) oder auch Cimbrische Halbinsel bzw. Jütische Halbinsel ist eine Halbinsel zwischen Ostsee und Nordsee (dort früher Westsee), die sich von der Elbmündung im Süden über eine Länge von ca. 450 km bis Grenen in Vendsyssel im Norden erstreckt. Sie umfasst Jütland (dän. Jylland), den kontinentaleuropäischen Teil Dänemarks, den Großteil des deutschen Landes Schleswig-Holstein und den nördlich der Elbe gelegenen Teil Hamburgs.

## Begriffsgeschichte
Die Bezeichnung „Kimbrische Halbinsel“ ist älter als der Begriff „Jütland“ und bereits seit der Antike bekannt. Sie findet sich beispielsweise in Ptolemaios’ Schrift Geographike Hyphegesis, in Kapitel II.x als Κιμβρική Χερσόνησος (kimbrikè chersónesos). Sie leitet sich von dem seit Ende des 2. Jahrhunderts v. Chr. bekannten germanischen Volk der Kimbern ab. Sie werden von allen antiken Quellen auf der Kimbrischen Halbinsel verortet. Nach archäologisch begründeten Überlegungen könnte auch noch die nahegelegene Elbmündung als Siedlungsbereich in Frage kommen.

## Begriffsabgrenzung
Der hier behandelte physisch-geographische Begriff ist vom politisch-geographischen Begriff Jütland zu trennen.

## Geografie
Das Bodenniveau der Halbinsel liegt überwiegend keine 50 m über dem Meeresspiegel und erreicht nur an wenigen Stellen mehr als 100 m ü. Normalnull. Besonders niedrig liegt die Westküste als Teil der Senkungsküste der Deutschen Bucht. Im südlichen Teil von der Elbmündung bis zur dänischen Hafenstadt Esbjerg ist die ursprüngliche Dünenlinie in frühgeschichtlicher Zeit zerbrochen. Nördlich des Blåvandshuk ist sie intakt, aber auch hier gibt es landwärts der Dünen Strandseen und Lagunen. Die Ostküste ist durch Förden reich gegliedert. Beide Gewässerformen werden im Dänischen „Fjorde“ genannt. Der östliche Landrücken der Halbinsel ist vom Kleinen Belt bis zum Kattegatt eine wellige eiszeitliche Moränenlandschaft mit mehreren Urstromtälern. Die höchste natürliche Erhebung ist mit 170,86 m.o.h. Metern Møllehøj.

## Trivia
Bei der grenzübergreifenden Langstreckenfahrt „Transcimbrica“ mussten von den Teilnehmern über 1.320 km mit dem Fahrrad von Hamburg nach Skagen und wieder zurück bestritten werden.
Überregional bekannt wurde die Halbinsel durch eine 64.000 €-Frage in der Wer wird Millionär-Sendung vom 6. Januar 2025, in der danach gefragt wurde, wer auf der Kimbrischen Halbinsel wohne (richtige Antwort: Flensburger).